# ベステローデン諸島

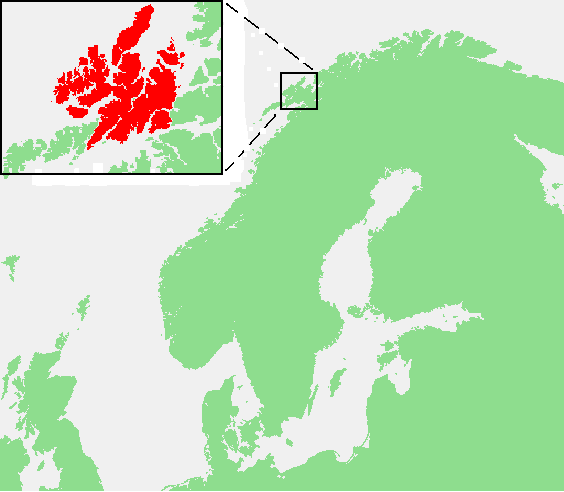
ベステローデン諸島の位置

ベステローデン諸島（Vesterålen）は、ノルウェー海にあるノルウェー・ヌールラン県に属する諸島。面積2511 km²。地図によってはベステルオーレン諸島とするものもある。スカンディナビア半島に近接し、北極圏に位置する。すぐ南にはロフォーテン諸島がある。同諸島の人口はおよそ3万人（2004年）で、最大の都市はソルトラン。ソルトランには、ノルウェー沿岸警備隊の最北端に位置する基地がある。
1月の平均気温は-1.8℃、年間の平均気温は4.3℃。また、秋に最も雨が降る。年間降水量はおよそ1200mm。